# Józef Warchoł
Józef Warchoł (ur. 22 maja 1964 w Czaplinku, zm. 8 września 2015 w Koszalinie) – polski kick-boxer, pięściarz i zawodnik MMA, karateka stylu kyokushin.

## Życiorys
Jako sportowiec związany był z Koszalinem. Karierę sportową zaczynał jako karateka w stylu kyokushin, zdobywając kilkukrotnie mistrzostwo Polski. Jako kick-boxer wielokrotnie wywalczył tytuł mistrza Polski we wszystkich kategoriach wiekowych. W latach 1991 i 1993 był zdobywcą tytułu mistrza Europy, natomiast w 2001 roku wywalczył we Wrocławiu tytuł mistrza świata. Uprawiał również z sukcesami pięściarstwo amatorskie oraz karate kyokushin.
Po zakończeniu kariery sportowej próbował swoich sił w polityce, wiążąc się z Ligą Polskich Rodzin, a podczas wyborów samorządowych w 2006 roku, bezskutecznie kandydując do rady miejskiej w Koszalinie z list Samoobrony. Wziął również udział w piątej edycji telewizyjnego reality show Big Brother. W ostatnim okresie życia pracował jako trener w Fight Club Koszalin. Próbował również swoich sił w walkach w formule MMA, wygrywając jedną z czterech rozegranych walk.
W 2015 roku został uhonorowany Złotą Odznaką PZB. Tego samego roku zmarł w wieku 51 lat.